# برج بونعامة
برج بونعامة بلدية تابعة لولاية تيسمسيلت، كانت قبل الاستقلال تسمى موليير وبعد الاستقلال تحول اسمها إلى «بني هندل» إلى غاية التقسيم الإداري عام 1984 سميت ببرج بونعامة نسبة إلى ابنها البار الشهيد جيلالي بونعامة «سي محمد» قائد الولاية التاريخية الرابعة ومنذ ذلك الحين أصبحت تسمى بلدية برج بونعامة.
مساحتها: 63 كلم²
عدد السكان: حسب الإحصائيات الأخيرة ما يقارب 33 ألف نسمة
تتميز بلدية برج بونعامة بجبالها الشامخة حيث تبلغ بها أعلى قمة 1985 متر
فيما يخص المرافق العامة فهي تحتوي على 5 مدارس ابتدائية، 4 متوسطات و3 ثانويات،
كما أنها تعد منطقة سياحية لولاية تسمسيلت وذلك نظرا لحماماتها الطبيعية الساخنة «حمام سيدي سليمان» وغاباتها.
وتملك برج بونعامة نادي رياضي ذو الشعبية الكبيرة برابطة سعيدة وملعب هدا النادي يقع تحت جبال الونشريس ويسمى ب«لاربييو».
الا أنها تعاني من نقص المشاريع التنموية.